# O Xadrez Intuitivo
O Xadrez Intuitivo é o título de um livro sobre enxadrismo escrito por Demétrio Schead e publicado no Brasil em 1930.